# (90825) Lizhensheng
(90825) Lizhensheng est un astéroïde de la ceinture principale.

## Description
(90825) Lizhensheng est un astéroïde de la ceinture principale. Il fut découvert le 28 septembre 1995 à station de Xinglong par le programme Beijing Schmidt CCD Asteroid Program. Il présente une orbite caractérisée par un demi-grand axe de 2,69 UA, une excentricité de 0,13 et une inclinaison de 2,1° par rapport à l'écliptique.

## Compléments